# 過海隧道巴士108線
過海隧道巴士108線是香港一條由九龍巴士獨自營運的過海隧道巴士路線，來往九龍灣（啟業）和寶馬山。
過海隧道巴士108R線是香港九龍巴士獨自營運的一條過海隧道巴士路線，由會展站往九龍灣（啟業），只在書展期間的星期五及星期六深夜提供服務。
過海隧道巴士R108線是活動路線，由九龍灣（啟業）往銅鑼灣或灣仔，只在港島區舉行指定長跑賽事時提供服務。

## 歷史
除由九巴獨自營運的啟德機場巴士路線200（即通天巴士A2線的前身，已取消）外，所有在1981年9月或之前開辦的過海巴士路線均由九巴與中巴聯合經營，本線投入服務前，亦曾擬由上述兩間公司聯營，惟中巴以無利可圖為由拒絕參與營運，遂令本線成為第二條以獨營方式運作的專利過海巴士路線。
- 1981年12月7日，108線開辦，每日早上至傍晚提供服務，成為寶馬山及勵德邨首條專利過海巴士路線，初時九龍城總站位於盛德街南行三達苑外，寶馬山總站設於寶馬山道（賽西湖公園對出，即蘇浙公學對面），往寶馬山方向更繞經天后廟道，沿順時針方向前往寶馬山道。
- 1982年9月11日，盛德街總站由盛德街東面路旁遷往對面西面路旁，即馬頭圍邨夜合樓外的現址，以配合「紅磡／土瓜灣交通管理計劃」第一階段實施[1]。
- 1983年11月16日上午十時起：往九龍城（盛德街）方向改經摩頓臺往高士威道，不經聖保祿醫院外的一段銅鑼灣道，以配合大坑道天橋通車之相關改道安排。
- 1986年5月11日：
  - 總站由寶馬山道遷入近校園徑的寶馬山巴士總站；
  - 往寶馬山方向改經介乎怡景道與寶馬山道間之一段雲景道，不再途經天后廟道。
- 1987年9月13日，往寶馬山方向改經告士打道及波斯富街往禮頓道，不再途經堅拿道天橋及堅拿道東。
- 1993年11月10日，增派空調巴士行走。
- 1994年10月1日，全線改由空調巴士營運。
- 1997年3月16日，服務時間由每日的傍晚擴展至晚上21:30。
- 2008年6月8日，路線全程收費提高至$9.3，過海後收費$5.7。
- 2011年5月15日，路線全程收費提高至$9.7，不再與其他聯營過海路線看齊，但過海後收費仍然維持$5.7。
- 2011年11月14日，路線因客量出現明顯流失而減少班次，派車數目亦減少一輛。
- 2013年3月17日，路線全程收費提高至$10.3，但過海前增設分段收費，馬頭角道往寶馬山收$9.7（即離開盛德街後收費仍然維持不變），怡和街往九龍城收$9.3，過海後收費仍然維持$5.7。
- 2014年7月6日，路線全程收費提高至$10.8，但所有分段收費則維持不變。
- 2015年3月21日：增設到站時間預報。[2]
- 2015年12月19日，總站由九龍城盛德街延長至啟業，來回程途經啟德發展區（啟晴邨、德朗邨），並提早頭車及延長尾車時間[3]。
- 2016年1月17日：R108線首次開辦。[4]
- 2016年7月16日，延長服務時間[5]。
- 2017年9月17日：往啟業方向駛至太子道東東行後改經連接四美街的臨時道路、六合街、七寶街、啟新道、協調道西行、迴旋處掉頭及協調道東行返回承啟道原有路線，並增設協調道「工業貿易大樓」分站。[6]
  - 此項改動原擬於2017年8月17日實施，以配合啟德一帶道路改善工程，連接太子道東東行與協調道的天橋（即K9橋）擬於當日凌晨01:30起永久封閉。惟因K9橋停用後之巴士改道走線被指過份迂迴，而該等路線（包括此路線）皆同時服務隸屬觀塘區的九龍灣啟麗一帶，有關部門卻因天橋非位於觀塘區而沒有諮詢該區議員之意見，故經啟麗地區的區議員表達不滿後，當局被迫暫緩封閉K9高架道路及巴士改道，運輸署及九巴亦從官方網站撤回通告，直至同年9月17日起才正式實施此路線之改道。
- 2017年11月19日：為配合協調道西行近警察啟德行動基地的支路重新開放，往寶馬山方向於協調道西行改回復經上述支路返回太子道東西行原有路線，位於協調道西行的譽·港灣分站取消，改回停靠太子道東西行的同名分站[7]。
- 2018年5月12日：往啟業方向加停太子道東景泰街分站。[8]
- 2020年4月20日：108線在星期一至五08:00增設特別班次，由九龍城（盛德街）往銅鑼灣（邊寧頓街）[9]；並增設轉乘優惠，連接33條九巴九龍及將軍澳路線。[10]
- 2021年3月7日：星期日及公眾假期由啟業開出之頭班車時間由08:40提早至07:40。[11]
- 2022年7月22日：108R線首次開辦。
- 2023年3月31日：108R線增設大球場活動散場後由香港大球場開往啟業的服務。
- 2023年4月24日：108線往寶馬山方向增設承啟道「德朗邨停車場」巴士站[12]。
- 2023年5月20日：108線來回方向增設協調道「東九龍總區警察總部」巴士站。[13]。

## 服務時間及班次
常規班次
| 九龍灣（啟業）開 | 九龍灣（啟業）開 | 九龍灣（啟業）開 | 寶馬山開         | 寶馬山開    | 寶馬山開     |
| 日期             | 服務時間         | 班次（分鐘）     | 日期             | 服務時間    | 班次（分鐘） |
| ---------------- | ---------------- | ---------------- | ---------------- | ----------- | ------------ |
| 星期一至五       | 05:30-06:10      | 20               | 星期一至五       | 06:40       | 06:40        |
| 星期一至五       | 06:10-09:25      | 15               | 星期一至五       | 07:05-08:45 | 20           |
| 星期一至五       | 09:25-10:45      | 20               | 星期一至五       | 08:45-10:50 | 25           |
| 星期一至五       | 10:45-14:00      | 15               | 星期一至五       | 10:50-12:30 | 20           |
| 星期一至五       | 14:00-18:20      | 20               | 星期一至五       | 12:30-18:15 | 15           |
| 星期一至五       | 18:20-22:30      | 25               | 星期一至五       | 18:15-18:45 | 10           |
|                  |                  |                  | 星期一至五       | 18:45-20:10 | 15/20        |
| 20:10-23:30      | 20               |                  | 星期一至五       |             |              |
| 星期六           | 05:55-07:15      | 20               | 星期六           | 07:00-09:55 | 25           |
| 星期六           | 07:15-11:00      | 15               | 星期六           | 09:55-11:15 | 20           |
| 星期六           | 11:00-12:00      | 20               | 星期六           | 11:15-11:40 | 25           |
| 星期六           | 12:00-13:15      | 15               | 星期六           | 11:40-17:00 | 20           |
| 星期六           | 13:15-19:55      | 20               | 星期六           | 17:00-18:15 | 15           |
| 星期六           | 19:55-22:00      | 25               | 星期六           | 18:27       | 18:27        |
| 星期六           | 22:30            | 22:30            | 星期六           | 18:40-19:10 | 15           |
|                  |                  |                  | 星期六           | 19:10-23:30 | 20           |
| 星期日及公眾假期 | 07:40-09:20      | 20               | 星期日及公眾假期 | 09:50-11:05 | 25           |
| 星期日及公眾假期 | 09:20-11:05      | 15               | 星期日及公眾假期 | 11:05-13:05 | 20           |
| 星期日及公眾假期 | 11:05-12:05      | 20               | 星期日及公眾假期 | 13:05-15:35 | 25           |
| 星期日及公眾假期 | 12:05-12:50      | 15               | 星期日及公眾假期 | 15:35-17:15 | 20           |
| 星期日及公眾假期 | 12:50-17:50      | 20               | 星期日及公眾假期 | 17:15-18:30 | 15           |
| 星期日及公眾假期 | 17:50-22:00      | 25               | 星期日及公眾假期 | 18:30-23:30 | 20           |
| 星期日及公眾假期 | 22:30            |                  |                  |             |              |

特別班次
- 九龍城（盛德街）→ 銅鑼灣（邊寧頓街） 
  - 星期一至五 ：08:00

星期六、日及公眾假期不設服務。
108R
22:00、22:30、23:00
只於香港書展舉行「夜書市」活動期間的星期五及星期六開出

## 收費
| 路線            | 全程收費 | 分段收費                                                                                                   |
| --------------- | -------- | --- |
| 108（常規班次） | $12.4    | - 宋皇臺道往寶馬山：$11.3 - 過紅磡海底隧道後往寶馬山／九龍灣（啟業）：$6.7 - 怡和街往九龍灣（啟業）：$10.9 |
| 108（特別班次） | $11.3    | - 過紅磡海底隧道往銅鑼灣：$6.7                                                                             |
| 108R            | $19.2    | - 不設分段收費                                                                                             |
| R108            | $18.2    | - 不設分段收費                                                                                             |

| - 本線設有12歲以下小童及65歲或以上長者半價優惠。 - 65歲或以上香港居民使用「樂悠咭」，以及12歲以下合資格殘疾兒童使用「殘疾人士身份」個人八達通繳付車資，均可享有每程$2.0或半價（以較低者為準）的票價優惠；12至64歲合資格殘疾人士使用「殘疾人士身份」個人八達通（包括「樂悠咭」），以及60至64歲香港居民使用「樂悠咭」繳付車資，均可享有每程$2.0或全費（以較低者為準）的票價優惠。 - 65歲或以上長者如使用長者或一般個人八達通繳付車資，則只可享有半價優惠；12至64歲合資格殘疾人士如不使用「殘疾人士身份」個人八達通，以及60至64歲人士如不使用「樂悠咭」繳付車資，必須繳付全費。 - 乘客可以現金或八達通於上車時付款，不設找續。 - 每位成人乘客可免費攜帶最多兩名4歲以下而不佔座位的兒童乘客乘車，超額之4歲以下小童必須繳付小童車費乘車。 - 持有「九巴月票」之乘客在車票有效期內，每日可享最多10程任何九龍巴士及龍運巴士路線（包括本路線，以及聯營路線的九龍巴士／龍運巴士提供的班次；惟乘搭機場「A」及「NA」線則可享原價二七折優惠（不會計算每天10次合資格車程））；而B1線則每日可享最多各2程（不會計算每天10次合資格車程）。 - 九龍巴士、城巴、龍運巴士及陽光巴士全職員工及家屬（不包括外判職員）可免費乘搭本路線，惟必須拍職員或職員家屬八達通。 - 乘客亦可透過多元化電子支付系統（e度嘟）繳付車資，包括使用非接觸式VISA卡、JCB卡、萬事達卡、銀聯卡、美國運通、大來國際、Discover Card、Apple Pay、Google Pay、Samsung Pay、AlipayHK「易乘碼」、支付寶、WeChatHK／微信支付「搭車碼」、銀聯雲閃付「乘車碼」及BOC Pay「乘車碼」。乘客使用此付款方式，使用此支付方式的乘客可享有中途下車之分段收費，以及與其他九巴／龍運獨營路線或聯營線九巴／龍運班次之轉乘優惠，惟不適用於與非九巴／龍運路線之轉乘優惠，亦不能享有「公共交通費用補貼計劃」及「長者及合資格殘疾人士公共交通票價優惠計劃」。 |

### 八達通轉乘優惠
乘搭此線往港島方向之乘客於登車後150分鐘內在海底隧道巴士轉乘站轉乘以下路線，第二程成人票價便可減收$3.5，小童／長者票價減收$1.8，乘客必須在150分鐘內轉車。
| 紅隧轉乘優惠計劃路線列表 | 紅隧轉乘優惠計劃路線列表 | 紅隧轉乘優惠計劃路線列表 | 紅隧轉乘優惠計劃路線列表 |
| 巴士公司                 | 轉乘路線                 | 出發地                   | 目的地                   |
| ------------------------ | ------------------------ | ------------------------ | ------------------------ |
| 城巴、九巴               | 101                      | 觀塘（裕民坊）           | 堅尼地城                 |
| 城巴、九巴               | 102                      | 美孚                     | 筲箕灣                   |
| 城巴、九巴               | 102P                     | 美孚                     | 筲箕灣                   |
| 城巴、九巴               | 103                      | 竹園邨                   | 蒲飛路                   |
| 城巴、九巴               | 104                      | 白田                     | 堅尼地城                 |
| 城巴、九巴               | 106                      | 黃大仙                   | 小西灣（藍灣半島）       |
| 城巴、九巴               | 106P                     | 黃大仙                   | 小西灣（藍灣半島）       |
| 城巴                     | 106A                     | 黃大仙                   | 太古（康怡廣場）         |
| 城巴、九巴               | 107                      | 九龍灣                   | 華貴邨                   |
| 城巴、九巴               | 107P                     | 海逸豪園                 | 數碼港                   |
| 九巴                     | 108                      | 九龍灣（啟業）           | 寶馬山                   |
| 城巴、九巴               | 109                      | 何文田                   | 中環（港澳碼頭）         |
| 城巴、九巴               | 110                      | 尖沙咀東（麼地道）       | 筲箕灣                   |
| 城巴、九巴               | 111                      | 坪石                     | 中環（港澳碼頭)          |
| 城巴、九巴               | 111P                     | 彩福                     | 中環（港澳碼頭)          |
| 城巴、九巴               | 112                      | 蘇屋                     | 北角（百福道）           |
| 城巴、九巴               | 113                      | 彩虹                     | 堅尼地城（卑路乍灣）     |
| 城巴、九巴               | 115                      | 九龍城碼頭               | 中環（港澳碼頭）         |
| 城巴、九巴               | 115P                     | 海逸豪園                 | 中環（港澳碼頭）         |
| 城巴、九巴               | 116                      | 慈雲山（中）             | 鰂魚涌（祐民街）         |
| 城巴、九巴               | 117                      | 深水埗（欽州街）         | 跑馬地（下）             |
| 城巴、九巴               | 118                      | 長沙灣（深旺道）         | 小西灣（藍灣半島）       |
| 城巴、九巴               | 118P                     | 長沙灣（深旺道）         | 小西灣（藍灣半島）       |
| 城巴、九巴               | 170                      | 沙田站                   | 華富（中）               |
| 城巴、九巴               | 171                      | 荔枝角                   | 海怡半島                 |
| 城巴、九巴               | 182                      | 愉翠苑                   | 中環（港澳碼頭）         |

乘客登上本線後150分鐘內以同一張八達通卡轉乘以下路線，或從以下路線登車後150分鐘內以同一張八達通卡轉乘本線，次程可獲車資折扣優惠︰
108←→九龍市區路線
- 108往啟業 → 1A、2A、3B、5、5C/P/X、6D、9、11、11B、11D[14]、13D/P、13X、14、14X、15、16、17、21、26、27、28、42、203E、213D、213X、215X/P或219X往黃大仙/觀塘，次程車資全免。
- 1A、2A、3B、5、5C/P/X、6D、9、11、11B、13D/P、13X、14、14X、15、16、17、21、26、27、28、42、203E、213D、213X、215X/P或219X往九龍城／紅磡／何文田／深水埗／油尖旺或11D往樂富 → 108往寶馬山，回贈首程車資。

108←→98D/P或296D兩程車資合共$12
- 108往啟業 → 98D/P或296D往將軍澳
- 98D/P往尖沙咀東 → 108往寶馬山

## 使用車輛
本線仍在九龍城盛德街總站時使用7輛用車，曾經為九龍灣車廠派車，後來該總站連同何文田總站一併劃歸荔枝角車廠管理，使本線派車一度由荔枝角廠負責。
本路線開辦初期，由九龍灣（K）車廠派車，用車以丹尼士喝采（N）為主。1985年改派當時新出牌的利蘭奧林比安9.5米（BL）行走。1993年11月10日起增派空調巴士行走，用車以剛投入服務的丹尼士巨龍9.9米（ADS）為主；翌年 （1994年）10月1日改為全空調服務，全線使用該批次的巴士行走。在平日早上時段，本路線會派出十二米巴士，行走往銅鑼灣邊寧頓街的非官方短程班次，以疏導乘客，直至2000年左右取消。2000年全線改用早期投入服務批次的都普車身丹尼士三叉戟（ATS）低地台巴士行走。2008年4月，受到途經路段「需使用歐盟三型以上環保引擎巴士行走」的限制影響，本路線才被獲派同型號較新之批次巴士，並在同年3月21日起因應政府收回啟德廠，改由荔枝角（Ｌ）車廠派車。 
2015年12月19日開始，由於本線大幅延長至九龍灣啟業邨，並須途經低排放區，加上短身巴士的車源愈趨緊張，經過警方協助與九巴路面測試後，發現亞歷山大丹尼士Enviro 500 MMC 12米（ATENU）能適應大坑道一帶的彎位，因此本線回歸九龍灣廠派車並改派12輛2015年亞歷山大丹尼士Enviro 500 MMC12米（ATENU）巴士（配「Facelift」車身），是九巴首條全線採用Facelift版ATENU行走的路線。
現時，本線使用12輛亞歷山大丹尼士Enviro 500 MMC 12米（ATENU）雙層空調巴士行走。
| 車隊編號  | 車牌   |
| --------- | ------ |
| ATENU508  | TK147  |
| ATENU890  | TX165  |
| ATENU1428 | VL5807 |
| ATENU1429 | VL6041 |
| ATENU1430 | VL6645 |
| ATENU1434 | VL6934 |
| ATENU1448 | VM946  |
| ATENU1466 | VM5831 |
| ATENU1467 | VM5127 |
| ATENU1477 | VM7814 |
| ATENU1496 | VN2313 |

## 行車路線
108
啟業開經：宏照道、宏光道、啟華街、啟成街、承啟道、協調道、太子道東、盛德街、富寧街、馬頭涌道、馬頭圍道、漆咸道北、康莊道、紅磡海底隧道、告士打道、波斯富街、禮頓道、邊寧頓街、怡和街、銅鑼灣道、天橋、大坑道、勵德道、怡景道、雲景道及寶馬山道。
特別班次只停靠有粗體字之路段。
寶馬山開經：寶馬山道、雲景道、怡景道、勵德道、大坑道、銅鑼灣道、摩頓台、高士威道、伊榮街、邊寧頓街、怡和街、軒尼詩道、堅拿道巴士專線、堅拿道東、堅拿道巴士專線、堅拿道西、堅拿道天橋、海底隧道、康莊道、天橋、漆咸道北、馬頭圍道、馬頭涌道、太子道東、四美街、六合街、七寶街、啟新道、協調道（西行）、迴旋處、協調道（東行）、承啟道、沐虹街、沐翠街及宏照道。
108R
經：會議道、龍和道、龍合街、分域碼頭街、告士打道、菲林明道、會議道、鴻興道、運盛街、鴻興道巴士專綫、海底隧道、康莊道、漆咸道北、馬頭圍道、馬頭涌道、太子道西、太子道東、四美街、六合街、七寶街、啟新道、協調道（西行）、迴旋處、協調道（東行）、承啟道、沐虹街、沐翠街、L3路及宏照道。
R108
經：宏照道、宏光道、啟華街、啟成街、承啟道、協調道、太子道東、太子道西、馬頭涌道、馬頭圍道、漆咸道北、康莊道、紅磡海底隧道、#（告士打道。）&（堅拿道天橋、堅拿道東、禮頓道、邊寧頓街、怡和街及高士威道。）
# 灣仔終點站途經街道
& 銅鑼灣終點站途經街道

### 沿線車站
108
| 九龍灣（啟業）／九龍城（盛德街）開 | 九龍灣（啟業）／九龍城（盛德街）開 | 九龍灣（啟業）／九龍城（盛德街）開 | 寶馬山開 | 寶馬山開                         | 寶馬山開             |
| 序號                               | 車站名稱                           | 位置                               | 序號     | 車站名稱                         | 位置                 |
| ---------------------------------- | ---------------------------------- | ---------------------------------- | -------- | -------------------------------- | -------------------- |
| 1*                                 | 啟業巴士總站                       | 啟業巴士總站                       | 1        | 寶馬山巴士總站                   | 寶馬山公共運輸交匯處 |
| 2*                                 | 麗晶花園13座                       | 宏照道                             | 2        | 豐林閣（樹仁大學）               | 寶馬山道             |
| 3*                                 | 麗晶商場                           | 宏光道                             | 3        | 桂華山中學                       | 雲景道               |
| 4*                                 | 宏天廣場                           | 啟華街                             | 4        | 富麗園                           | 雲景道               |
| 5*                                 | 德朗邨停車場                       | 承啟道                             | 5        | 萬德閣                           | 雲景道               |
| 6*                                 | 啟德（德朗邨）                     | 承啟道                             | 6        | 雲景臺                           | 怡景道               |
| 7*                                 | 沐虹街                             | 承啟道                             | 7        | 北角官立小學（雲景道）           | 怡景道               |
| 8*                                 | 東九龍總區警察總部                 | 協調道                             | 8        | 怡景道                           | 怡景道               |
| 9*                                 | 譽·港灣                            | 太子道東                           | 9        | 勵德邨勵潔樓                     | 勵德邨道             |
| 10*                                | 九龍城轉車站－富豪東方酒店（B7）   | 太子道東                           | 10       | 勵德邨邨榮樓                     | 勵德邨道             |
| #                                  | 九龍城（盛德街）巴士總站           | 盛德街巴士總站                     | 11       | 利群道                           | 大坑道               |
| 11                                 | 宋皇臺道                           | 馬頭涌道                           | 12       | 豪園                             | 大坑道               |
| 12                                 | 馬頭角道                           | 馬頭涌道                           | 13       | 摩頓臺                           | 摩頓臺               |
| 13                                 | 土瓜灣街市                         | 馬頭圍道                           | 14       | 怡和街                           | 怡和街               |
| 14                                 | 浙江街遊樂場                       | 漆咸道北                           | 15       | 堅拿道巴士專用線 （堅拿道東）    | 堅拿道東             |
| 15                                 | 北拱街                             | 漆咸道北                           | 16       | 紅隧轉車站（C2）                 | 康莊道               |
| 16                                 | 平治街                             | 漆咸道北                           | 17       | 山谷道                           | 漆咸道北             |
| 17                                 | 紅隧轉車站（A6）                   | 康莊道                             | 18       | 北拱街                           | 漆咸道北             |
| 18                                 | 景隆街                             | 告士打道                           | 19       | 落山道                           | 馬頭圍道             |
| 19                                 | 利舞臺廣場                         | 波斯富街                           | 20       | 天光道                           | 馬頭圍道             |
| 20                                 | 雲翠大廈                           | 禮頓道                             | 21       | 馬頭圍邨洋葵樓                   | 馬頭涌道             |
| 21                                 | 邊寧頓街                           | 邊寧頓街                           | 22       | 香港家庭計劃指導會               | 馬頭涌道             |
| 22*                                | 聖保祿醫院                         | 銅鑼灣道                           | 23       | 亞皆老街球場                     | 馬頭涌道             |
| 23*                                | 豪園                               | 大坑道                             | 24       | 九龍城轉車站－富豪東方酒店（A3） | 太子道東             |
| 24*                                | 光明臺                             | 大坑道                             | 25       | 譽·港灣                          | 太子道東             |
| 25*                                | 勵德邨德全樓                       | 勵德邨道                           | 26       | 景泰街                           | 太子道東             |
| 26*                                | 怡景道                             | 怡景道                             | 27       | 工業貿易大樓                     | 協調道               |
| 27*                                | 北角官立小學（雲景道）             | 怡景道                             | 28       | 東九龍總區警察總部               | 協調道               |
| 28*                                | 海景臺                             | 雲景道                             | 29       | 啟德（啟晴邨）                   | 沐虹街               |
| 29*                                | 恒景園                             | 雲景道                             | 30       | 麗晶花園第8座                    | 宏照道               |
| 30*                                | 雲峰大廈                           | 雲景道                             | 31       | 啟業巴士總站                     | 啟業巴士總站         |
| 31*                                | 賽西湖大廈（樹仁大學）             | 寶馬山道                           |          |                                  |                      |
| 32*                                | 寶馬山巴士總站                     | 寶馬山公共運輸交匯處               |          |                                  |                      |

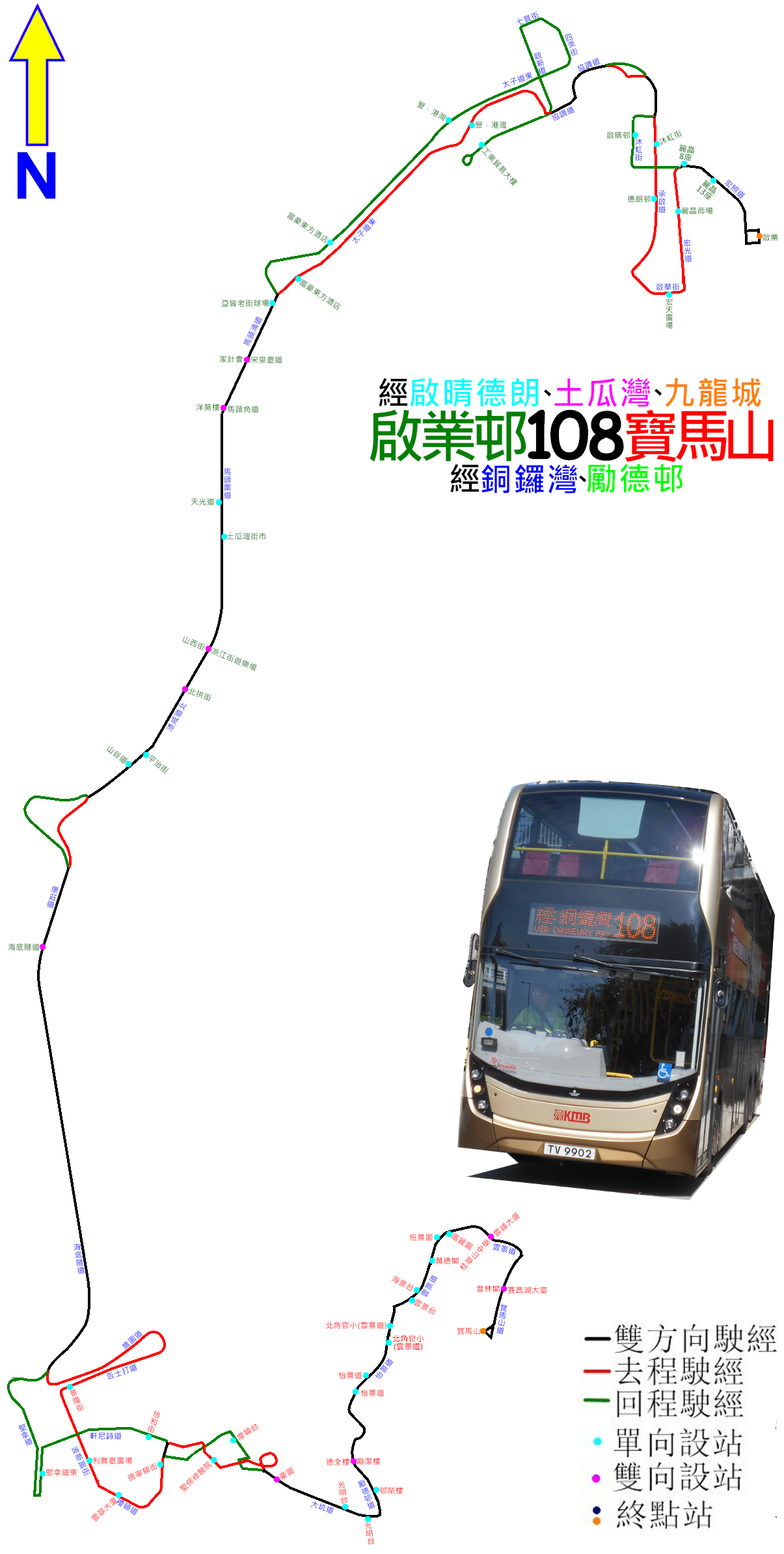
108線的走線圖

註：有#號之分站為特別班次的起點站，且不停有*號之車站
108R
| 1*       | 會展站巴士總站                   | 會展站公共運輸交匯處 |
| 2*       | 入境事務大樓                     | 告士打道             |
| #        | 香港大球場                       | 銅鑼灣道             |
| 海底隧道 |                                  |                      |
| 3        | 紅隧轉車站（C2）                 | 康莊道               |
| 4        | 山谷道                           | 漆咸道北             |
| 5        | 北拱街                           | 漆咸道北             |
| 6        | 落山道                           | 馬頭圍道             |
| 7        | 天光道                           | 馬頭圍道             |
| 8        | 馬頭圍邨洋葵樓                   | 馬頭涌道             |
| 9        | 香港家庭計劃指導會               | 馬頭涌道             |
| 10       | 亞皆老街球場                     | 馬頭涌道             |
| 11       | 九龍城轉車站－富豪東方酒店（A3） | 太子道東             |
| 12       | 譽·港灣                          | 太子道東             |
| 13       | 景泰街                           | 太子道東             |
| 啟新道   |                                  |                      |
| 14       | 工業貿易大樓                     | 協調道               |
| 15       | 啟德（啟晴邨）                   | 沐虹街               |
| 16       | 麗晶花園第8座                    | 宏照道               |
| 17       | 啟業巴士總站                     | 啟業巴士總站         |

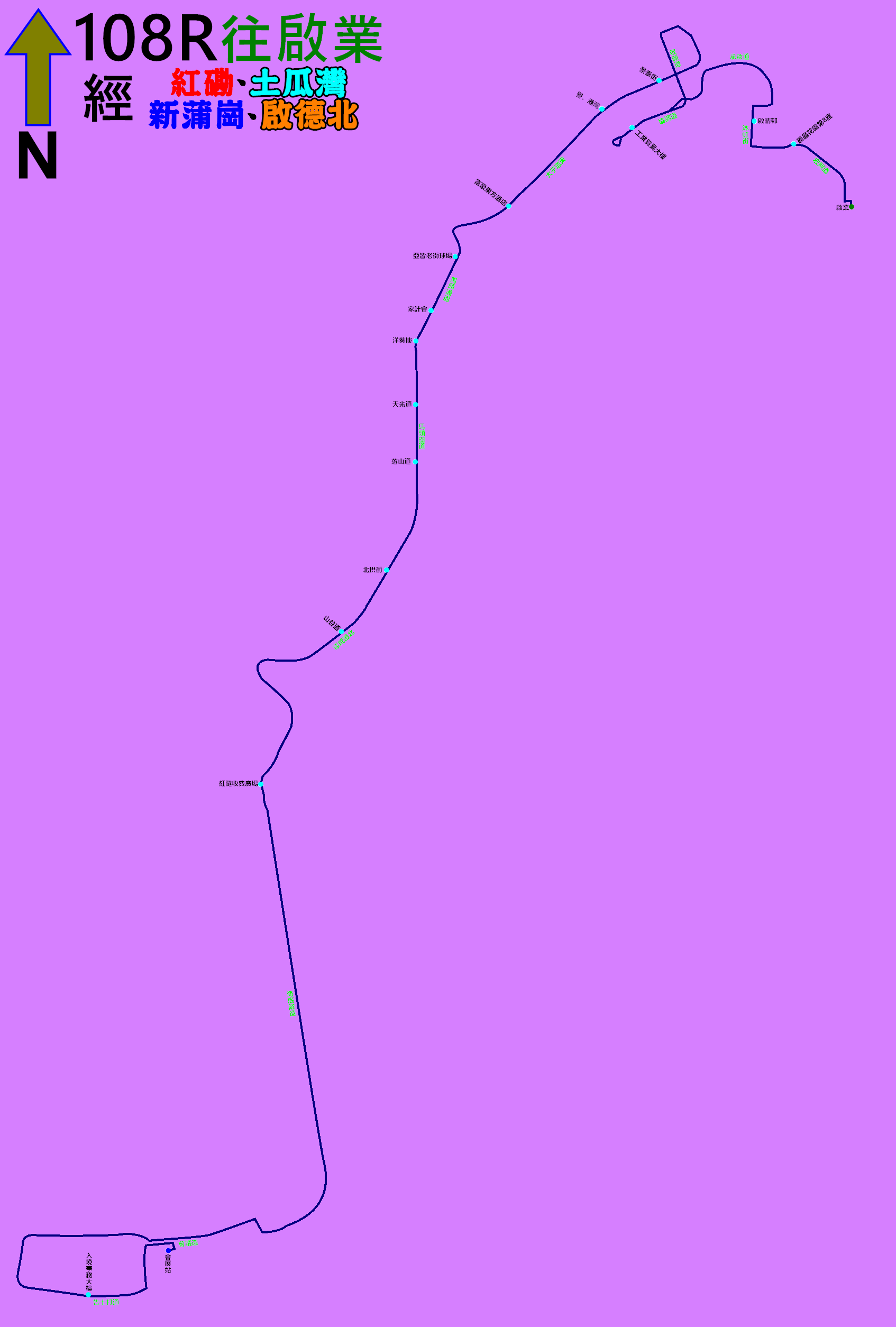
108R線的走線圖

有#號之分站祇限於香港大球場賽事當日使用，且不停有*號之車站。
R108
| 1        | 啟業巴士總站                     | 啟業巴士總站 |
| 2        | 麗晶花園13座                     | 宏照道       |
| 3        | 麗晶商場                         | 宏光道       |
| 4        | 宏天廣場                         | 啟華街       |
| 5        | 啟德（德朗邨）                   | 承啟道       |
| 6        | 沐虹街                           | 承啟道       |
| 7        | 譽·港灣                          | 太子道東     |
| 8        | 九龍城轉車站－富豪東方酒店（B7） | 太子道東     |
| 9        | 宋皇臺道                         | 馬頭涌道     |
| 10       | 馬頭角道                         | 馬頭涌道     |
| 11       | 土瓜灣街市                       | 馬頭圍道     |
| 12       | 浙江街遊樂場                     | 漆咸道北     |
| 13       | 北拱街                           | 漆咸道北     |
| 14       | 平治街                           | 漆咸道北     |
| 15       | 紅隧轉車站（A6）                 | 康莊道       |
| 海底隧道 |                                  |              |
| ^        | 舊灣仔警署                       | 告士打道     |
| 16%      | 邊寧頓街                         | 邊寧頓街     |
| 17%      | 維多利亞公園                     | 高士威道     |

：有^號之分站祇限於港島十公里賽事使用，且不停有%號之車站

## 路線紀錄
1. 本線是繼來往啟德機場及中環（港澳碼頭）的九巴200線之後第二條以獨營方式運作的專利過海巴士路線，也是紅隧目前唯一一條獨營全日專利過海巴士路線，以及勵德邨及寶馬山一帶目前唯一一條專利過海巴士路線，亦因此開創了專利過海巴士路線由一間公司獨營的模式，該模式於1997年通車的西區海底隧道全新專利過海巴士路線，以及其後開辦的其他全新專利過海巴士路線被廣泛採用；一直至2013年11月25日，才再次出現並非由原有路線更改或分支而成的全新聯營過海巴士路線678（上水至銅鑼灣東院道）。
2. 本線於2015年12月19日延長至啟業後，成為觀塘區首條經紅隧來往港島東區的專利過海巴士路線，同日起全線改派配「Facelift」車身的亞歷山大丹尼士Enviro 500 MMC 12米雙層巴士車輛，是首條全線採用此款車輛作掛牌車的九巴路線，並成為當時平均車齡最低的九巴路線（當時平均車齡為0.03年）。
3. 另一方面，本線延長後並沒有調整當時的分段收費，由怡和街往啟業方向的分段收費當時維持$9.3（現時為$10.3），由宋皇臺道往寶馬山方向的分段收費以及由九龍城（盛德街）往銅鑼灣（邊寧頓街）的特別班次收費當時維持$9.7（現時為$10.7），是以分段收費過海最便宜的全日專利過海巴士路線[17]。

## 外部連結
- 過海隧道巴士108線 （页面存档备份，存于）
- 過海隧道巴士108線詳細時間表 （页面存档备份，存于）